# Kościół św. Judy Tadeusza w Obornikach Śląskich
Kościół św. Judy Tadeusza i św. Antoniego Padewskiego – kościół rzymskokatolicki znajdujący się w Obornikach Śląskich, w dekanacie Prusice archidiecezji wrocławskiej.

## Historia
Według najstarszych znanych dokumentów, w XV w. istniał już w Obornikach kościół, bowiem postawiony na jego miejscu w 1624 r. nowy budynek zastąpił poprzedni, jednonawowy, drewniany, który miał mieć wówczas już 320 lat, czyli musiał być wybudowany prawdopodobnie około 1300.
Nowy obiekt był szeroki i długi na 8 m i nie miał wieży. Obok niego stała dzwonnica wybudowana w 1607 r. W tej formie dotrwał do początku XX w. Znajdował on się na terenie dworskim, przy obecnej ul. M. Skłodowskiej-Curie.
Podczas rozwoju ruchów protestanckich na Dolnym Śląsku kościół rzymskokatolicki został przejęty przez ewangelików. W 1726 r. budynek znacznie rozbudowano, ogólną liczbę dusz gminy ewangelickiej, razem z wiernymi z odległych nawet miejscowości, oceniano wówczas na 1800 osób.
Po ekspertyzach stanu obiektu, na początku XX w. zadecydowano o wzniesieniu nowego kościoła. Budowę sfinansowano z publicznej kolekty, która z inicjatywy pastora Alfreda Freyschmidta przez pięć lat była prowadzona w całej prowincji śląskiej, a dodatkowo została wsparta dotacją rodziny Schaubertów. Decyzję podjęto 4 marca 1906 r., a na miejsce budowy wybrano plac przy dzisiejszej ul. Trzebnickiej, na pograniczu Obornik Dolnych i Górnych. Plany opracowali architekci: Richard Gaze i Alfred Böttcher. Uroczystość położenia kamienia węgielnego odbyła się 17 czerwca 1907 r. Budowa kościoła trwała ponad rok, a prace prowadził mistrz budowlany Richter z Trzebnicy.
Od 1983 r. w kościele znajduje się łaskami słynący obraz św. Antoniego Padewskiego, pochodzący z kościoła bernardynów w Husiatynie. Początkowo był on umieszczony w kaplicy bocznej, ale w 1997 r. został zawieszony na głównej ścianie kościoła, po lewej stronie prezbiterium. 10 stycznia 2019 roku, dekretem wydanym przez arcybiskupa Józefa Kupnego, ustanowiono w kościele sanktuarium św. Antoniego Padewskiego „Husiatyńskiego”.
26 kwietnia 2009 r., w czasie liturgii ormiańskokatolickiej, sprawowanej przez ks. Tadeusz Isakowicza-Zaleskiego, odsłonięto w kościele tablicę pamiątkową, ufundowaną przez b. mieszkańców Kut na Czeremoszem i Rybna oraz ich potomków. Napis na tablicy głosi:
W HOŁDZIE OFIAROM LUDOBÓJSTWA
POLAKOM, ORMIANOM I UKRAIŃCOM
ZAMORDOWANYM PRZEZ UKRAIŃSKICH NACJONALISTÓW Z UPA
19-21 kwietnia 1944 W KUTACH, 10 listopada 1944 W RYBNIE
ORAZ W INNYCH MIEJSCOWOŚCIACH PODOLA I POKUCIA
KUTCZANIE, RYBEŃCZYCY i ICH POTOMKOWIE. 

## Architektura
Budynek ma długość 37 m, szerokość 23 m oraz wieżę o wysokości 42 m, na której umieszczono zegar z czterema tarczami z mechanizmem firmy Uhrenfabrik von Rochlitz z Berlina, wykonany przez obornickiego zegarmistrza Roberta Pfeiffera. Na hełmie wieży był 1,5-metrowy krzyż. We wnętrzu wieży umieszczono trzy dzwony o tonach: .f., .a., .c. Najstarszy z nich pochodził z 1607 r., drugi z 1697 r. i trzeci, ufundowany z okazji budowy nowego kościoła, z 1908 r.
Budynek wykonany z cegły łączył cechy wewnętrzne stylu neoromańskiego z zewnętrznymi stylu neogotyckiego. Przewidziano w nim 800 miejsc siedzących. 550 na dole i 250 na emporach. Organy wykonała firma E. Wilhelm z Wrocławia. W ołtarzu umieszczono obraz ofiarowany przez Klarę Grapow: reprodukcję dzieła Antona van Dycka „Zdjęcie Chrystusa z krzyża”, a po obu jego stronach drewniane figury św. Jana i św. Pawła.